# Schinieri da baseball
Gli schinieri sono utilizzati, nel baseball, per proteggere gli arti inferiori del ricevitore.

## Applicazione
Essi vengono applicati sulle gambe del ricevitore per proteggersi dalle palline che rimbalzano davanti a lui. Fa parte dell'equipaggiamento da catcher.

## Caratteristiche
Gli schinieri sono composti quasi a tartaruga, con varie placche di plastica che permettono agli stessi di essere flessibili e pieghevoli, aspetto fondamentale, vista la posizione usuale del ricevitore. Si indossano grazie ad una serie di elastici che girano attorno alla gamba e alla cui estremità v'è un gancetto in ferro che si incastra in un anello dello stesso materiale.

## Iknee saver
I knee saver (dall'inglese, letteralmente "salvaginocchia") sono dei cuscinetti di spugna che si possono applicare opzionalmente agli schinieri. Essi vanno posizionati dietro i polpacci, cosicché il ricevitore possa appoggiare il sedere su di essi, sforzando e dunque stancando meno le ginocchia.